# Wilhelm Grimsmann
Wilhelm Krystian Grimsmann (* 8. November 1883 in Eddelak, Schleswig-Holstein; † 22. März 1940 im KZ Stutthof) war ein polnischer Drucker, Journalist und Aktivist. Er wurde als Vertreter der Polonia in Danzig ermordet.

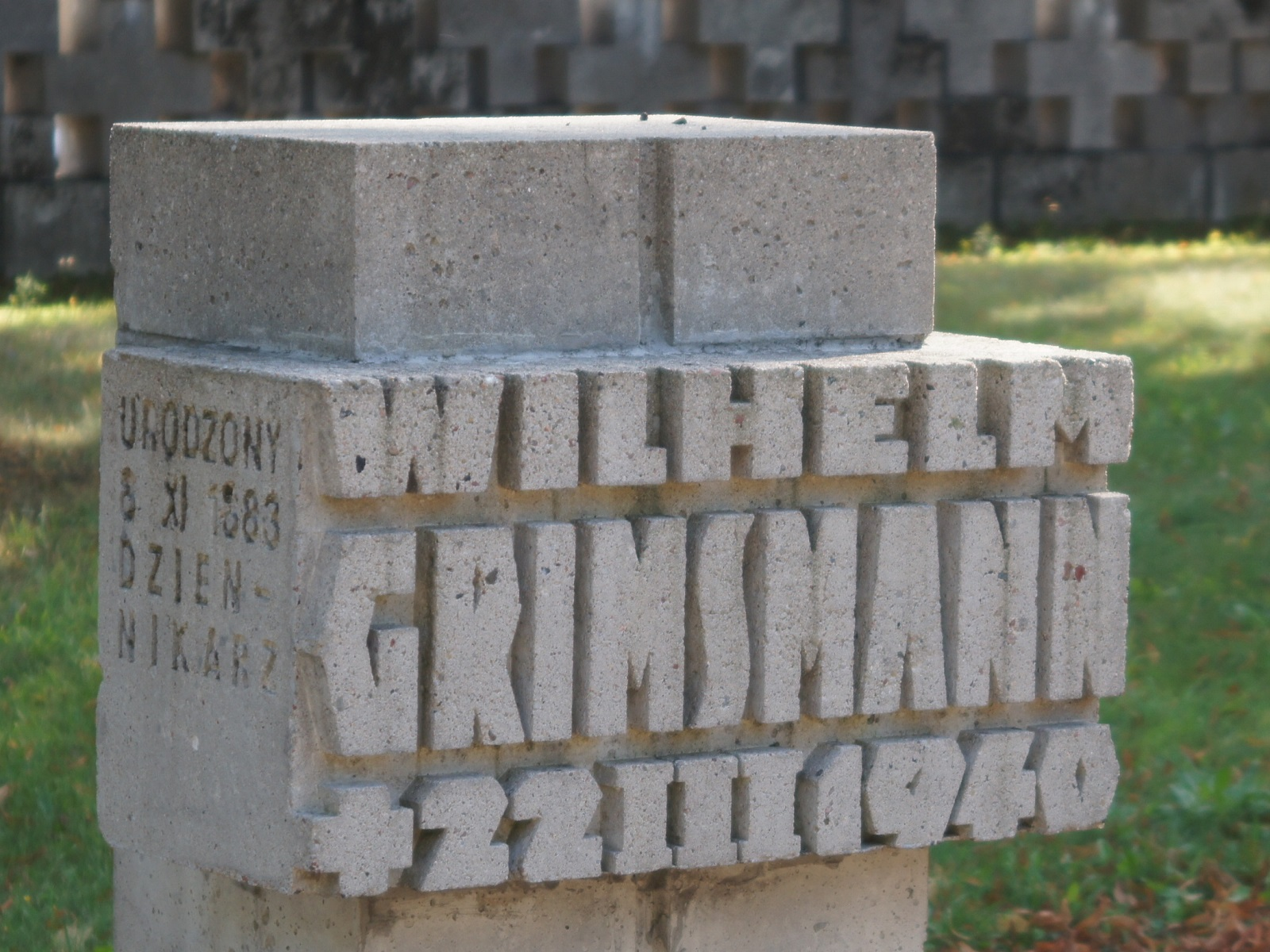
Grab Wilhelm Grimsmanns, Ehrenfriedhof Zaspa

## Leben
Grimsmann war Sohn des Schuhmachers Peter Grimsmann und der Józefa geborene Kozłowska. Seine verwitwete Mutter zog 1887 nach Gnesen, wo er Abitur machte und eine Druckerlehre begann. Die Einberufung zum Militärdienst führte ihn 1903 nach Danzig, wo er sich anschließend niederließ. Grimsmann war dort in verschiedenen Organisationen der Polonia (polnische Diaspora) aktiv, unter anderem in der „Lutnia“, der „Jedność” und in der Gesellschaft der Handelsjugend, die Grimsmann 1908 mitbegründete. Im Jahr 1919 wirkte er bei der Gründung des Moniuszko-Chores und vier Jahre später bei der der „Gdańska Macierz Szkolna” mit.
Im Jahr 1904 begann Grimsmann ein Volontariat bei der „Gazeta Gdańska”, im Juli 1912 wurde er als Journalist in Vollzeit beschäftigt. Während Zeit des Danziger Freistaats (1921–1939) gab er die lokale Ausgabe der Gazeta und das deutsche Blatt „Deutsche Morgenausgabe“ der „Gazeta Gdańska” und des „Dziennik Gdański” heraus. Grimsmann arbeitete eng mit Herausgebern anderer in Danzig erscheinender polnischer Zeitschriften zusammen. Sechsmal musste er vor dem Gericht erscheinen, weil er die Senatsbehörden in polnischen Publikationen beleidigt haben soll. Im Volkstag der Freien Stadt hatte am 28. Mai 1933 die Danziger NSDAP mit absoluter Mehrheit die Macht übernommen.
Mit Anna Mrozewska hatte Grimsmann zwei Söhne und eine Tochter.

## Tod
Wilhelm Krystian Grimsmann wurde am 22. März 1940 im KZ Stutthof erschossen. Seine Ehefrau wurde am 20. April 1940 deportiert und kam am 28. März 1943 im KZ Ravensbrück um. Grimsmann hat ein Ehrengrab auf dem Friedhof Zaspa in Danzig.
Unter den 76 Hingerichteten vom Karfreitag 1940 befanden sich Grimsmanns Sohn Zygmunt, der Volkstags-Abgeordnete Anton Lendzion sowie die Priester Bronisław Komorowski und Marian Górecki. Vor der Erschießung machten die Henker voller Hohn auf den Tag der Kreuzigung Jesu aufmerksam.
Grimsmanns Sohn Zygmunt (* 1910) arbeitete als Assistent bei der polnischen Post in Danzig. Bei Kriegsbeginn wurde er am 1. September 1939 verhaftet und in der Viktoriaschule interniert, bis er auf der Westerplatte und in Stutthof Zwangsarbeit leisten musste.

## Schriften
- Als Herausgeber: Żeglarz Polski. Czasopismo miesięczne poświęcone sprawom żeglugi morskiej i rzecznej ze szczególnym uwzględnieniem potrzeb i zadań żeglugi polskiej. Drukarnia Towarzystwa Wydawniczego Pomorskiego, Gdańsk 1922–1931.